# Peloribates ryukyuensis
Peloribates ryukyuensis är en kvalsterart som beskrevs av Aoki och Nakatamari 1974. Peloribates ryukyuensis ingår i släktet Peloribates och familjen Haplozetidae. Inga underarter finns listade i Catalogue of Life.